# تمیری
تمیری (به فرانسوی: Thomirey) یک کمون در فرانسه با جمعیت ۵۷ نفر است که در Canton of Bligny-sur-Ouche واقع شده‌است.